# U-714
| U-714                      | U-714                                                          | U-714                                                          |
| -------------------------- | -------------------------------------------------------------- | -------------------------------------------------------------- |
|                            |                                                                |                                                                |
|                            |                                                                |                                                                |
|                            |                                                                |                                                                |
| Під прапором               | Третій рейх                                                    | Третій рейх                                                    |
| Спуск на воду              | 13 листопада 1942 року                                         | 13 листопада 1942 року                                         |
| Виведений зі складу флоту  | 14 березня 1945 року                                           | 14 березня 1945 року                                           |
| Сучасний статус            | затоплений                                                     | затоплений                                                     |
| Проєкт                     |                                                                |                                                                |
| Тип ПЧ                     | Торпедний ДПЧ                                                  | Торпедний ДПЧ                                                  |
| Основні характеристики     |                                                                |                                                                |
| Швидкість (надводна)       | 17,7 вузлів                                                    | 17,7 вузлів                                                    |
| Швидкість (підводна)       | 7,6 вузлів                                                     | 7,6 вузлів                                                     |
| Робоча глибина занурення   | 100 м                                                          | 100 м                                                          |
| Гранична глибина занурення | 220 м                                                          | 220 м                                                          |
| Екіпаж                     | 44 осіб                                                        | 44 осіб                                                        |
| Розміри                    |                                                                |                                                                |
| Довжина найбільша (по КВЛ) | 67,1 м                                                         | 67,1 м                                                         |
| Ширина корпусу найб.       | 6,2 м                                                          | 6,2 м                                                          |
| Висота                     | 9,6 м                                                          | 9,6 м                                                          |
| Середня осадка (по КВЛ)    | 4,70 м                                                         | 4,70 м                                                         |
| Водотоннажність надводна   | 769 т                                                          | 769 т                                                          |
| Озброєння                  |                                                                |                                                                |
| Артилерія                  | одна палубна гармата калібру 88-мм, одна 20-мм зенітна гармата | одна палубна гармата калібру 88-мм, одна 20-мм зенітна гармата |
| Торпедно- мінне озброєння  | 4 носових і один кормовий ТА. 14 торпед або 26 мін             | 4 носових і один кормовий ТА. 14 торпед або 26 мін             |

U-714 — німецький підводний човен типу VIIC часів Другої світової війни.
Замовлення на будівництво човна було віддане 7 грудня 1940 року. Човен був закладений на верфі суднобудівної компанії «H C Stulcken Sohn» у місті Гамбург 29 грудня 1941 року під заводським номером 780, спущений на воду 13 листопада 1942 року, 10 лютого 1943 року увійшов до складу 5-ї флотилії. Також за час служби входив до складу 7-ї та 33-ї флотилій. Єдиним командиром човна був капітан-лейтенант Ганс-Йоахім Швебке.
Човен зробив 6 бойових походів, в яких потопив 1 судно та 1 допоміжний військовий корабель.
Потоплений 14 березня 1945 року в затоці Ферт-оф-Форт Північного моря (55°57′ пн. ш. 01°57′ зх. д. / 55.950° пн. ш. 1.950° зх. д.) глибинними бомбами південноафриканського фрегату «Наталь» та британського есмінця «Виверн». Всі 50 членів екіпажу загинули.

## Потоплені та пошкоджені кораблі[3]
| Назва                      | Тип                | Належність | Дата            | Тоннаж (БРТ) | Вантаж                                                      | Статус    | Місце                                                      |
| HNoMS Nordhav II (FY 1906) | тральщик           | Норвегія   | 10 березня 1945 | 425          |                                                             | потоплено | 56°41′ пн. ш. 02°04′ зх. д. / 56.683° пн. ш. 2.067° зх. д. |
| Magne                      | суховантажне судно | Швеція     | 14 березня 1945 | 1 226        | Генеральні вантажі, 650 т насіння картоплі, конопля та цинк | потоплено | 55°52′ пн. ш. 01°59′ зх. д. / 55.867° пн. ш. 1.983° зх. д. |